# Grand Prix d'Isbergues 2015
La 69e édition du Grand Prix d'Isbergues a lieu le 20 septembre 2015. La course fait partie du calendrier UCI Europe Tour 2015 en catégorie 1.1.

## Présentation

### Équipes
Classé en catégorie 1.1 de l'UCI Europe Tour, le Grand Prix d'Isbergues est par conséquent ouvert aux UCI WorldTeams dans la limite de 50 % des équipes participantes, aux équipes continentales professionnelles, aux équipes continentales et aux équipes nationales.
| UCI WorldTeams   | UCI WorldTeams | UCI WorldTeams |
| Nom de l'équipe  | Pays           | Code           |
| ---------------- | -------------- | -------------- |
| AG2R La Mondiale | France         | ALM            |
| BMC Racing       | États-Unis     | BMC            |
| FDJ              | France         | FDJ            |
| IAM              | Suisse         | IAM            |
| Tinkoff-Saxo     | Russie         | TCS            |

| Équipes continentales professionnelles | Équipes continentales professionnelles | Équipes continentales professionnelles |
| Nom de l'équipe                        | Pays                                   | Code                                   |
| -------------------------------------- | -------------------------------------- | -------------------------------------- |
| Androni Giocattoli-Sidermec            | Italie                                 | AND                                    |
| Bora-Argon 18                          | Allemagne                              | BOA                                    |
| Bretagne-Séché Environnement           | France                                 | BSE                                    |
| Cofidis                                | France                                 | COF                                    |
| Europcar                               | France                                 | EUC                                    |
| Roompot Oranje Peloton                 | Pays-Bas                               | ROP                                    |
| Topsport Vlaanderen-Baloise            | Belgique                               | TSV                                    |
| Wanty-Groupe Gobert                    | Belgique                               | WGG                                    |

| Équipes continentales   | Équipes continentales | Équipes continentales |
| Nom de l'équipe         | Pays                  | Code                  |
| ----------------------- | --------------------- | --------------------- |
| Armée de Terre          | France                | ADT                   |
| Auber 93                | France                | AUB                   |
| Joker                   | Norvège               | TJO                   |
| Marseille 13 KTM        | France                | M13                   |
| Murias Taldea           | Espagne               | MUR                   |
| Roubaix Lille Métropole | France                | RLM                   |
| Veranclassic-Ekoï       | Belgique              | VER                   |
| Wallonie-Bruxelles      | Belgique              | WBC                   |

### Règlement de la course

#### Primes
Les vingt prix sont attribués suivant le barème de l'UCI,.
| Position | 1er     | 2e      | 3e      | 4e    | 5e    | 6e    | 7e    | 8e    | 9e    | 10e à 20e |
| Prix     | 5 785 € | 2 895 € | 1 445 € | 715 € | 580 € | 433 € | 433 € | 287 € | 287 € | 147 €     |

## Classements

### Classement final
| Classement général | Classement général  | Classement général | Classement général           | Classement général |
|                    | Coureur             | Pays               | Équipe                       | Temps              |
| ------------------ | ------------------- | ------------------ | ---------------------------- | ------------------ |
| 1er                | Nacer Bouhanni      | France             | Cofidis                      | en 4 h 37 min 45 s |
| 2e                 | Michal Kolář        | Slovaquie          | Tinkoff-Saxo                 | m.t                |
| 3e                 | Shane Archbold      | Nouvelle-Zélande   | Bora-Argon 18                | m.t                |
| 4e                 | Baptiste Planckaert | Belgique           | Roubaix Lille Métropole      | m.t                |
| 5e                 | Roy Jans            | Belgique           | Wanty-Groupe Gobert          | m.t                |
| 6e                 | Jonas Van Genechten | Belgique           | IAM                          | m.t                |
| 7e                 | Marc Sarreau        | France             | FDJ                          | m.t                |
| 8e                 | Romain Feillu       | France             | Bretagne-Séché Environnement | m.t                |
| 9e                 | André Looij         | Pays-Bas           | Roompot Oranje Peloton       | m.t                |
| 10e                | Samuel Dumoulin     | France             | AG2R La Mondiale             | m.t                |
| modifier           |                     |                    |                              |                    |

### UCI Europe Tour
Ce Grand Prix d'Isbergues attribue des points pour l'UCI Europe Tour 2015, par équipes seulement aux coureurs des équipes continentales professionnelles et continentales, individuellement à tous les coureurs sauf ceux faisant partie d'une équipe ayant un label WorldTeam.
| Position,          | 1er | 2e | 3e | 4e | 5e | 6e | 7e | 8e | 9e | 10e | 11e | 12e |
| Classement général | 80  | 56 | 32 | 24 | 20 | 16 | 12 | 8  | 7  | 6   | 5   | 3   |

### Coupe de France de cyclisme sur route
Au départ de la course, c'est toujours Pierrick Fédrigo qui est en tête de la coupe 2015, mais Nacer Bouhanni avec sa victoire à Isbergues, devient le nouveau leader.

### Autres prix décernés
- Prix des monts:
  - Antwan Tolhoek (NED) - Tinkoff-Saxo
- Prix des sprints & Sprint du 62:
  - Evaldas Šiškevičius (LTU) - Marseille 13 KTM
- Prix de la combativité:
  - Jean-Marc Bideau (FRA) - Bretagne-Séché Environnement
- Meilleur jeune:
  - Nacer Bouhanni (FRA) - Cofidis
- Dossard VERT:
  - Thomas Voeckler (FRA) - Europcar
- Meilleur régional:
  - Rudy Barbier (FRA) - Roubaix Lille Métropole
- Meilleure équipe:
  - Roubaix Lille Métropole

## Liste des participants
Sur les 161 coureurs qui ont pris le départ, 125 ont franchi la ligne d'arrivée. Chaque équipe est limitée à huit coureurs, cinq au minimum doivent prendre le départ.
| Légende | Légende                                                                    | Légende | Légende                                                    |
| ------- | -------------------------------------------------------------------------- | ------- | ---------------------------------------------------------- |
| Num     | Dossard de départ porté par le coureur sur ce Grand Prix d'Isbergues       | Pos     | Position à l'arrivée de la course                          |
|         | Indique un maillot de champion national ou mondial, suivi de sa spécialité | NP      | Indique un coureur qui n'a pas pris le départ de la course |
| AB      | Indique un coureur qui n'a pas terminé la course                           | HD      | Indique un coureur qui a terminé la course hors des délais |

| FDJ | FDJ                      | FDJ  |
| --- | ------------------------ | ---- |
| Num | Coureur                  | Pos  |
| 1   | Sébastien Chavanel (FRA) | 89e  |
| 2   | Mickaël Delage (FRA)     | 65e  |
| 3   | Arnold Jeannesson (FRA)  | 90e  |
| 4   | Lorenzo Manzin (FRA)     | AB   |
| 5   | Kévin Reza (FRA)         | 102e |
| 6   | Anthony Roux (FRA)       | 92e  |
| 7   | Marc Sarreau (FRA)       | 7e   |
| 8   | Arthur Vichot (FRA)      | 93e  |

| BMC Racing BMC | BMC Racing BMC             | BMC Racing BMC |
| -------------- | -------------------------- | -------------- |
| Num            | Coureur                    | Pos            |
| 11             | Alessandro De Marchi (ITA) | 120e           |
| 12             | Damiano Caruso (ITA)       | 114e           |
| 13             | Kilian Frankiny (SUI)      | 99e            |
| 14             | Floris Gerts (NED)         | 15e            |
| 15             | Michael Schär (SUI)        | 38e            |
| 16             | Manuel Senni (ITA)         | 43e            |
| 17             | Rick Zabel (GER)           | 67e            |
| 18             | Loïc Vliegen (BEL)         | AB             |

| AG2R La Mondiale ALM | AG2R La Mondiale ALM   | AG2R La Mondiale ALM |
| -------------------- | ---------------------- | -------------------- |
| Num                  | Coureur                | Pos                  |
| 21                   | Samuel Dumoulin (FRA)  | 10e                  |
| 22                   | François Bidard (FRA)  | 87e                  |
| 23                   | Maxime Daniel (FRA)    | 98e                  |
| 24                   | Nico Denz (GER)        | 33e                  |
| 25                   | Axel Domont (FRA)      | 116e                 |
| 26                   | Ben Gastauer (LUX)     | 121e                 |
| 27                   | Sébastien Minard (FRA) | 100e                 |
| 28                   | Sébastien Turgot (FRA) | AB                   |

| IAM | IAM                      | IAM |
| --- | ------------------------ | --- |
| Num | Coureur                  | Pos |
| 31  | Marcel Aregger (SUI)     | 47e |
| 32  | Clément Chevrier (FRA)   | 49e |
| 33  | Thomas Degand (BEL)      | AB  |
| 34  | Dries Devenyns (BEL)     | 58e |
| 35  | Pirmin Lang (SUI)        | AB  |
| 36  | Simon Pellaud (SUI)      | 44e |
| 37  | Matteo Pelucchi (ITA)    | AB  |
| 38  | Jonas Vangenechten (BEL) | 6e  |

| Cofidis COF | Cofidis COF              | Cofidis COF |
| ----------- | ------------------------ | ----------- |
| Num         | Coureur                  | Pos         |
| 41          | Nacer Bouhanni (FRA)     | 1er         |
| 42          | Rayane Bouhanni (FRA)    | AB          |
| 43          | Hugo Hofstetter (FRA)    | 107e        |
| 44          | Christophe Laporte (FRA) | 14e         |
| 45          | Rudy Molard (FRA)        | 106e        |
| 46          | Adrien Petit (FRA)       | AB          |
| 47          | Florian Sénéchal (FRA)   | AB          |
| 48          | Anthony Turgis (FRA)     | 83e         |

| Tinkoff-Saxo TCS | Tinkoff-Saxo TCS     | Tinkoff-Saxo TCS |
| ---------------- | -------------------- | ---------------- |
| Num              | Coureur              | Pos              |
| 51               | Matteo Tosatto (ITA) | 84e              |
| 52               | Edward Beltrán (COL) | AB               |
| 53               | Michal Kolář (SVK)   | 2e               |
| 54               | Michael Mørkøv (DEN) | 56e              |
| 55               | Evgueni Petrov (RUS) | 75e              |
| 56               | Bruno Pires (POR)    | NP               |
| 57               | Antwan Tolhoek (NED) | 50e              |
| 58               | Nikolay Trusov (RUS) | 27e              |

| Europcar EUC | Europcar EUC           | Europcar EUC |
| ------------ | ---------------------- | ------------ |
| Num          | Coureur                | Pos          |
| 61           | Thomas Voeckler (FRA)  | 113e         |
| 62           | Thomas Boudat (FRA)    | 26e          |
| 63           | Jimmy Engoulvent (FRA) | 76e          |
| 64           | Romain Guyot (FRA)     | 73e          |
| 65           | Taruia Krainer (FRA)   | 74e          |
| 66           | Bryan Nauleau (FRA)    | AB           |
| 67           | Perrig Quemeneur (FRA) | 105e         |
| 68           | Simon Sellier (FRA)    | 109e         |

| Topsport Vlaanderen-Baloise TSV | Topsport Vlaanderen-Baloise TSV | Topsport Vlaanderen-Baloise TSV |
| ------------------------------- | ------------------------------- | ------------------------------- |
| Num                             | Coureur                         | Pos                             |
| 71                              | Jens Wallays (BEL)              | AB                              |
| 72                              | Floris De Tier (BEL)            | 66e                             |
| 73                              | Tim Declercq (BEL)              | 82e                             |
| 74                              | Sander Helven (BEL)             | 123e                            |
| 75                              | Thomas Sprengers (BEL)          | 57e                             |
| 76                              | Edward Theuns (BEL)             | 12e                             |
| 77                              | Bert Van Lerberghe (BEL)        | 36e                             |
| 78                              | Jef Van Meirhaeghe (BEL)        | 77e                             |

| Roubaix Lille Métropole RLM | Roubaix Lille Métropole RLM | Roubaix Lille Métropole RLM |
| --------------------------- | --------------------------- | --------------------------- |
| Num                         | Coureur                     | Pos                         |
| 81                          | Baptiste Planckaert (BEL)   | 4e                          |
| 82                          | Julien Antomarchi (FRA)     | 118e                        |
| 83                          | Rudy Barbier (FRA)          | 11e                         |
| 84                          | Dieter Bouvry (BEL)         | 46e                         |
| 85                          | Timothy Dupont (BEL)        | 21e                         |
| 86                          | Romain Pillon (FRA)         | AB                          |
| 87                          | Thomas Damuseau (FRA)       | AB                          |
| 88                          | Maxime Vantomme (BEL)       | 55e                         |

| Roompot Oranje Peloton ROP | Roompot Oranje Peloton ROP | Roompot Oranje Peloton ROP |
| -------------------------- | -------------------------- | -------------------------- |
| Num                        | Coureur                    | Pos                        |
| 91                         | Mike Terpstra (NED)        | 78e                        |
| 92                         | Reinier Honig (NED)        | 64e                        |
| 93                         | Michel Kreder (NED)        | 37e                        |
| 94                         | Maurits Lammertink (NED)   | 40e                        |
| 95                         | André Looij (NED)          | 9e                         |
| 96                         | Ivar Slik (NED)            | 97e                        |
| 97                         | Etienne van Empel (NED)    | AB                         |
| 98                         | Sjoerd Van Ginneken (NED)  | 22e                        |

| Auber 93 AUS | Auber 93 AUS                | Auber 93 AUS |
| ------------ | --------------------------- | ------------ |
| Num          | Coureur                     | Pos          |
| 101          | Steven Tronet (FRA) (Route) | 13e          |
| 102          | César Bihel (FRA)           | AB           |
| 103          | Flavien Dassonville (FRA)   | 41e          |
| 104          | Alo Jakin (EST)             | 45e          |
| 105          | Guillaume Levarlet (FRA)    | 31e          |
| 106          | Anthony Maldonado (FRA)     | 25e          |
| 107          | David Menut (FRA)           | 20e          |
| 108          | Maxime Renault (FRA)        | 71e          |

| Wallonie-Bruxelles WBC | Wallonie-Bruxelles WBC   | Wallonie-Bruxelles WBC |
| ---------------------- | ------------------------ | ---------------------- |
| Num                    | Coureur                  | Pos                    |
| 111                    | Kevyn Ista (BEL)         | 19e                    |
| 112                    | Olivier Chevalier (BEL)  | 62e                    |
| 113                    | Ludwig De Winter (BEL)   | AB                     |
| 114                    | Sébastien Delfosse (BEL) | 104e                   |
| 115                    | Antoine Demoitié (BEL)   | 108e                   |
| 116                    | Tom Dernies (BEL)        | 108e                   |
| 117                    | Grégory Habeaux (BEL)    | 79e                    |
| 118                    | Thomas Wertz (BEL)       | 81e                    |

| Bora-Argon 18 BOA | Bora-Argon 18 BOA         | Bora-Argon 18 BOA |
| ----------------- | ------------------------- | ----------------- |
| Num               | Coureur                   | Pos               |
| 121               | Christoph Pfingsten (ALL) | AB                |
| 122               | Shane Archbold (NZL)      | 3e                |
| 123               |                           |                   |
| 124               | Zakkari Dempster (AUS)    | 101e              |
| 125               | Andreas Schillinger (ALL) | 72e               |
| 126               | Daniel Schorn (AUT)       | AB                |
| 127               | Michael Schwarzmann (ALL) | 119e              |
| 128               |                           |                   |

| Bretagne-Séché Environnement BSE | Bretagne-Séché Environnement BSE | Bretagne-Séché Environnement BSE |
| -------------------------------- | -------------------------------- | -------------------------------- |
| Num                              | Coureur                          | Pos                              |
| 131                              | Pierrick Fédrigo (FRA)           | 61e                              |
| 132                              | Jean-Marc Bideau (FRA)           | 117e                             |
| 133                              | Franck Bonnamour (FRA)           | 94e                              |
| 134                              | Maxime Cam (FRA)                 | AB                               |
| 135                              | Romain Feillu (FRA)              | 8e                               |
| 136                              | Yauheni Hutarovich (BLR)         | AB                               |
| 137                              | Kévin Ledanois (FRA)             | 111e                             |
| 138                              | Valentin Madouas (FRA)           | AB                               |

| Joker TJO | Joker TJO                   | Joker TJO |
| --------- | --------------------------- | --------- |
| Num       | Coureur                     | Pos       |
| 141       | Reidar Borgersen (NOR)      | 52e       |
| 142       | Amund Grøndahl Jansen (NOR) | 52e       |
| 143       |                             |           |
| 144       | Philip Lindau (SWE)         | 33e       |
| 145       | Bjørn Tore Hoem (NOR)       | 40e       |
| 146       | Sindre Lunke (NOR)          | 61e       |
| 147       | Adrian Aas Stien (NOR)      | 52e       |
| 148       | Edwin Wilson (NOR)          | 52e       |

| Marseille 13 KTM M13 | Marseille 13 KTM M13       | Marseille 13 KTM M13 |
| -------------------- | -------------------------- | -------------------- |
| Num                  | Coureur                    | Pos                  |
| 151                  | Ignatas Konovalovas (LTU)  | 29e                  |
| 152                  | Alexandre Blain (FRA)      | 28e                  |
| 153                  | Clément Saint-Martin (FRA) | 60e                  |
| 154                  | Grégoire Tarride (FRA)     | AB                   |
| 155                  | Benjamin Giraud (FRA)      | AB                   |
| 156                  | Martin Laas (EST)          | 17e                  |
| 157                  | Yoann Paillot (FRA)        | 39e                  |
| 158                  | Evaldas Šiškevičius (LTU)  | 23e                  |

| Murias Taldea MUR | Murias Taldea MUR        | Murias Taldea MUR |
| ----------------- | ------------------------ | ----------------- |
| Num               | Coureur                  | Pos               |
| 161               | Jon Ander Insausti (ESP) | AB                |
| 162               | Mikel Bizkarra (ESP)     | 125e              |
| 163               | Aritz Bagües (ESP)       | 42e               |
| 164               | Eneko Lizarralde (ESP)   | 88e               |
| 165               | Garikoitz Bravo (ESP)    | 51e               |
| 166               |                          |                   |
| 167               | Unai Intziarte (ESP)     | 124e              |
| 168               | Beñat Txoperena (ESP)    | 69e               |

| Wanty-Groupe Gobert WGG | Wanty-Groupe Gobert WGG  | Wanty-Groupe Gobert WGG |
| ----------------------- | ------------------------ | ----------------------- |
| Num                     | Coureur                  | Pos                     |
| 171                     | Björn Leukemans (BEL)    | 95e                     |
| 172                     | Jérôme Baugnies (BEL)    | 122e                    |
| 173                     | Tom Devriendt (BEL)      | 96e                     |
| 174                     | Jan Ghyselinck (BEL)     | 70e                     |
| 175                     | Roy Jans (BEL)           | 5e                      |
| 176                     | Robin Stenuit (BEL)      | 18e                     |
| 177                     | Kévin Van Melsen (BEL)   | AB                      |
| 178                     | Frederik Veuchelen (BEL) | 103e                    |

| Armée de Terre ADT | Armée de Terre ADT     | Armée de Terre ADT |
| ------------------ | ---------------------- | ------------------ |
| Num                | Coureur                | Pos                |
| 181                | Alexis Bodiot (FRA)    | 35e                |
| 182                | Yoann Barbas (FRA)     | 110e               |
| 183                | Romain Combaud (FRA)   | 85e                |
| 184                | Julien Duval (FRA)     | 16e                |
| 185                | Jordan Levasseur (FRA) | 34e                |
| 186                | Quentin Pacher (FRA)   | 115e               |
| 187                | Jimmy Raibaud (FRA)    | 52e                |
| 188                | Benjamin Thomas (FRA)  | 59e                |

| Androni Giocattoli-Sidermec AGS | Androni Giocattoli-Sidermec AGS     | Androni Giocattoli-Sidermec AGS |
| ------------------------------- | ----------------------------------- | ------------------------------- |
| Num                             | Coureur                             | Pos                             |
| 191                             | Francesco Chicchi (ITA)             | AB                              |
| 192                             | Marco Bandiera (ITA)                | 80e                             |
| 193                             | Massimiliano Barbero Piantino (ITA) | AB                              |
| 194                             | Marco Benfatto (ITA)                | AB                              |
| 195                             | Tiziano Dall'Antonia (ITA)          | 24e                             |
| 196                             | Alberto Nardin (ITA)                | 68e                             |
| 197                             | František Padour (RTC)              | 86e                             |
| 198                             | Mattia Viel (ITA)                   | AB                              |

| Veranclassic-Ekoï VER | Veranclassic-Ekoï VER       | Veranclassic-Ekoï VER |
| --------------------- | --------------------------- | --------------------- |
| Num                   | Coureur                     | Pos                   |
| 201                   | Gorik Gardeyn (BEL)         | AB                    |
| 202                   | Jelle Goderis (BEL)         | AB                    |
| 203                   | Niels De Rooze (BEL)        | 63e                   |
| 204                   | Robbe Casier (BEL)          | NP                    |
| 205                   | Justin Jules (FRA)          | 32e                   |
| 206                   | Paul-Mikaël Mentheour (FRA) | AB                    |
| 207                   | Martial Roman (FRA)         | AB                    |
| 208                   | Walle Kahkahy (MAR)         | AB                    |